# UC YMO
『UC YMO』（正式名称：Ultimate Collection of Yellow Magic Orchestra ユーシー・ワイエムオー - アルティメット・コレクション・オブ・イエロー・マジック・オーケストラ）は、2003年8月6日にソニー・ミュージックダイレクトよりリリースされたイエロー・マジック・オーケストラ（以下、YMO）のベスト・アルバム。

## 解説
細野晴臣監修『YMO GO HOME!』（1999年）、高橋幸宏監修『ONE MORE YMO』（2000年）に続き、YMO結成25周年・散開20周年・再生10周年記念リリースのラストを飾るアルバムとして、坂本龍一が選曲・解説・監修・リマスタリングを担当。
ボーナス・トラックとして、1982年に出演した音楽番組『ミュージックフェア』（フジテレビ）で演奏された「恋人よ我に帰れ(Lover Come Back To Me)」、坂本のソロ楽曲として制作されたSEIKOのCM曲「BEHIND THE MASK(CM Version)」が収録。また、未CD化の「開け心－磁性紀－」（ステレオ・ヴァージョン）や、アルバム未収録の「M-16」も収録された。
「THE END OF ASIA」はアルバム『YMO GO HOME!』収録のクリーン・イントロ・ヴァージョン。「SOLID STATE SURVIVOR」は初登場のフェイド・アウトが長いヴァージョン。
Sony Musicの公式HPに掲載された坂本のインタビューによれば、選曲に際し「（特定の作曲者に）偏らないように気を配った」という。
各収録曲毎に、曲に関する思い出を中心とした坂本の解説が掲載。
テッド・ジェンセンによりリマスタリングが施され、YMO初のSACDで発売。
初回限定生産盤プレミアム・ヴァージョンと通常盤の2形態で同時発売。プレミアム・ヴァージョンには1980年ワールドツアーでメンバーが着用した同仕様のシャツとバンダナを同梱。
本作発売時の関連企画として、大村憲司・松武秀樹・クリス・モズデルなど、YMOファミリーと呼ばれるアーティストの旧譜が紙ジャケットで限定復刻された。

## リリース履歴
| No. | 日付          | 国名 | レーベル                       | 規格             | 規格品番                         | 最高順位 | 備考 |
| --- | ------------- | ---- | ------------------------------ | ---------------- | -------------------------------- | -------- | ---- |
| 1   | 2003年8月6日  | 日本 | ソニー・ミュージックダイレクト | CD・SACD         | MHCL-295/6 (CD)・MHGL-1/2 (SACD) | 14位     |      |
| 2   | 2009年8月19日 | 日本 | ソニー・ミュージックダイレクト | ブルースペックCD | MHCL-20032/3                     | -        |      |

## 収録曲
| #         | タイトル                                                                            | 作詞               | 作曲               | 編曲          | 時間  |
| --------- | ----------------------------------------------------------------------------------- | ------------------ | ------------------ | ------------- | ----- |
| 1.        | 「コンピューター・ゲーム“サーカスのテーマ”」(COMPUTER GAME "Theme From The Circus") |                    | YMO                | YMO           | 1:47  |
| 2.        | 「ファイアークラッカー」(FIRECRACKER)                                               |                    | マーティン・デニー | YMO           | 4:51  |
| 3.        | 「東風」(Tong Poo)                                                                  |                    | 坂本龍一           | YMO           | 6:14  |
| 4.        | 「中国女」(La Femme Chinoise)                                                       | クリス・モズデル   | 高橋幸宏           | YMO           | 5:51  |
| 5.        | 「テクノポリス (Single Ver)」(TECHNOPOLIS)                                          |                    | 坂本龍一           | YMO           | 3:51  |
| 6.        | 「インソムニア」(INSOMNIA)                                                          | クリス・モズデル   | 細野晴臣           | YMO           | 4:57  |
| 7.        | 「ライディーン」(RYDEEN)                                                            |                    | 高橋幸宏           | YMO           | 4:24  |
| 8.        | 「ビハインド・ザ・マスク」(BEHIND THE MASK)                                         | クリス・モズデル   | 坂本龍一           | YMO           | 3:36  |
| 9.        | 「ソリッド・ステイト・サヴァイヴァー」(SOLID STATE SURVIVOR)                        | クリス・モズデル   | 高橋幸宏           | YMO           | 4:00  |
| 10.       | 「ラジオ・ジャンク」(RADIO JUNK (LIVE AT BOTTOMLINE IN N.Y.))                       | クリス・モズデル   | 高橋幸宏           | YMO           | 4:17  |
| 11.       | 「JINGLE "Y.M.O."」                                                                 |                    | YMO                | YMO           | 0:19  |
| 12.       | 「ナイス・エイジ」(NICE AGE)                                                        | クリス・モズデル   | 高橋幸宏、坂本龍一 | YMO           | 3:46  |
| 13.       | 「タイトゥン・アップ」(TIGHTEN UP (JAPANESE GENTLEMEN STAND UP PLEASE!))            | ビリー・ブッチャー | アーチー・ベル     | YMO           | 3:41  |
| 14.       | 「ジ・エンド・オブ・エイジア」(THE END OF ASIA)                                     |                    | 坂本龍一           | YMO           | 1:32  |
| 15.       | 「シチズンズ・オブ・サイエンス」(CITIZENS OF SCIENCE)                               | クリス・モズデル   | 坂本龍一           | YMO           | 4:33  |
| 16.       | 「開け心－磁性紀－ (stereo ver.)」(Hirake Kokoro - Jiseiki)                         | 細野晴臣           | 坂本龍一、高橋幸宏 | YMO、大村憲司 | 3:25  |
| 合計時間: | 合計時間:                                                                           | 合計時間:          | 合計時間:          | 合計時間:     | 61:29 |

| #         | タイトル                                                                                             | 作詞                                                   | 作曲                                 | 編曲      | 時間  |
| --------- | --- | ------------------------------------------------------ | ------------------------------------ | --------- | ----- |
| 1.        | 「キュー」(CUE)                                                                                      | 高橋幸宏、細野晴臣／翻訳：ピーター・バラカン           | 高橋幸宏、細野晴臣                   | YMO       | 4:32  |
| 2.        | 「バレエ」(BALLET)                                                                                   | 高橋幸宏、ピーター・バラカン                           | 高橋幸宏                             | YMO       | 4:33  |
| 3.        | 「ユーティー」(U・T)                                                                                 |                                                        | 細野晴臣、高橋幸宏、坂本龍一         | YMO       | 4:31  |
| 4.        | 「灰色の段階」(GRADATED GREY)                                                                        | 細野晴臣、ピーター・バラカン                           | 細野晴臣                             | YMO       | 5:32  |
| 5.        | 「体操」(Taiso)                                                                                      | 坂本龍一、ピーター・バラカン                           | 坂本龍一、YMO                        | YMO       | 4:20  |
| 6.        | 「恋人よ我に帰れ」(Lover Come Back to Me feat.Mari Nakamoto)                                         | オスカー・ハマースタイン2世                            | シグマンド・ロンバーグ               | YMO       | 1:03  |
| 7.        | 「君に、胸キュン。－浮気なヴァカンス－」(Kimi ni Mune Kyun)                                          | 松本隆                                                 | YMO                                  | YMO       | 4:06  |
| 8.        | 「カオス・パニック」(CHAOS PANIC)                                                                    | 細野晴臣、ピーター・バラカン                           | 細野晴臣                             | YMO       | 4:12  |
| 9.        | 「音楽」(Ongaku)                                                                                     | 坂本龍一                                               | 坂本龍一                             | YMO       | 3:26  |
| 10.       | 「ロータス・ラヴ」(LOTUS LOVE)                                                                       | 細野晴臣                                               | 細野晴臣                             | YMO       | 4:04  |
| 11.       | 「邂逅」(Kai-koh)                                                                                    | 坂本龍一                                               | 坂本龍一                             | YMO       | 4:26  |
| 12.       | 「過激な淑女」(Kageki na Shukujyo)                                                                   | 松本隆                                                 | YMO                                  | YMO       | 4:10  |
| 13.       | 「マッドメン」(THE MADMEN)                                                                           | 細野晴臣、ピーター・バラカン                           | 細野晴臣                             | YMO       | 4:40  |
| 14.       | 「以心電信」(Ishin Denshin (You've Got to Help Yourself))                                            | 細野晴臣、ピーター・バラカン                           | 高橋幸宏、坂本龍一                   | YMO       | 4:43  |
| 15.       | 「パースペクティヴ」(PERSPECTIVE)                                                                    | 坂本龍一、ピーター・バラカン                           | 坂本龍一                             | YMO       | 5:14  |
| 16.       | 「エム・ジュウロク」(M-16)                                                                           |                                                        | 細野晴臣、坂本龍一、高橋幸宏         | YMO       | 4:11  |
| 17.       | 「ポケットが虹でいっぱい」(Pocketful of Rainbows)                                                    | フレッド・ワイズ、ベン・ウェイズマン／翻訳：湯川れい子 | フレッド・ワイズ、ベン・ウェイズマン | YMO       | 4:59  |
| 18.       | 「ビハインド・ザ・マスク」(BEHIND THE MASK (Bonus Track:SEIKO QUARTZ 「品質のブランド」 CM Version)) |                                                        | 坂本龍一                             | 坂本龍一  | 2:15  |
| 合計時間: | 合計時間:                                                                                            | 合計時間:                                              | 合計時間:                            | 合計時間: | 75:25 |

## 楽曲解説

### Disc1
1. コンピューター・ゲーム“サーカスのテーマ” - COMPUTER GAME "Theme From The Circus"
アルバム『イエロー・マジック・オーケストラ』より。
2. ファイアークラッカー - FIRECRACKER
アルバム『イエロー・マジック・オーケストラ』より。
3. 東風 - Tong Poo
アルバム『イエロー・マジック・オーケストラ』より。
4. 中国女 - La Femme Chinoise
アルバム『イエロー・マジック・オーケストラ』より。
5. テクノポリス (Single Ver) - TECHNOPOLIS
シングル「テクノポリス」より（オリジナル・アルバム未収録）。
6. インソムニア - INSOMNIA
アルバム『ソリッド・ステイト・サヴァイヴァー』より。
7. ライディーン - RYDEEN
アルバム『ソリッド・ステイト・サヴァイヴァー』より。
シングルとしてもリリース。
8. ビハインド・ザ・マスク - BEHIND THE MASK
アルバム『ソリッド・ステイト・サヴァイヴァー』より。
9. ソリッド・ステイト・サヴァイヴァー - SOLID STATE SURVIVOR
アルバム『ソリッド・ステイト・サヴァイヴァー』より。
10. ラジオ・ジャンク - RADIO JUNK (LIVE AT BOTTOMLINE IN N.Y.)
アルバム『パブリック・プレッシャー』より。
11. JINGLE "Y.M.O."
アルバム『増殖』より。
12. ナイス・エイジ - NICE AGE
アルバム『増殖』より。
アルバムと同じエンディングがカットアップの音源で収録。
13. タイトゥン・アップ - TIGHTEN UP (JAPANESE GENTLEMEN STAND UP PLEASE!)
アルバム『増殖』より。シングルとしてもリリース。
14. ジ・エンド・オブ・エイジア - THE END OF ASIA
アルバム『増殖』より。
15. シチズンズ・オブ・サイエンス - CITIZENS OF SCIENCE
アルバム『X∞ Multiplies』より。
16. 開け心－磁性紀－ (stereo　ver.) - Hirake Kokoro - Jiseiki
モノラルバージョンはスネークマンショーの『急いで口で吸え』に収録（オリジナル・アルバム未収録）。
ステレオバージョンは『ワールド・ツアー1980』LP盤にボーナス・トラックとして収録。

### Disc2
1. キュー - CUE
アルバム『BGM』より。シングルとしてもリリース。
2. バレエ - BALLET
アルバム『BGM』より。
3. ユーティー - U・T
アルバム『BGM』より。
4. 灰色の段階[2] - GRADATED GREY
アルバム『テクノデリック』より。
5. 体操 - Taiso
アルバム『テクノデリック』より。シングルとしてもリリース。
6. 恋人よ我に帰れ - Lover Come Back to Me feat. Mari Nakamoto
1982年、フジテレビ系の音楽番組『ミュージックフェア』で演奏された。
テレビでは、CD収録より長く演奏されている。テレビ放映では他にジャズヴァージョン、フュージョンヴァージョンで演奏されている。
オリジナル・アルバム未収録[3]。
7. 君に、胸キュン。－浮気なヴァカンス－ - Kimi ni Mune Kyun
アルバム『浮気なぼくら』より。シングルとしてもリリース。
8. カオス・パニック - CHAOS PANIC
シングル「君に、胸キュン。」より。
オリジナル・アルバム未収録。
9. 音楽 - Ongaku
アルバム『浮気なぼくら』より。
10. ロータス・ラヴ - LOTUS LOVE
アルバム『浮気なぼくら』より。
11. 邂逅 - Kai-koh
アルバム『浮気なぼくら』より。
12. 過激な淑女 - Kageki na Shukujyo
シングル「過激な淑女」より。
オリジナル・アルバム未収録。
13. マッドメン - THE MADMEN
アルバム『サーヴィス』より。
14. 以心電信 - Ishin Denshin (You've Got to Help Yourself)
アルバム『サーヴィス』より。
シングルとしてもリリース。
シングルよりフェイドアウトまでが長いバージョンで収録。
15. パースペクティヴ - PERSPECTIVE
アルバム『サーヴィス』より。
16. エム・ジュウロク - M-16
映画『A Y.M.O. FILM PROPAGANDA』のための制作曲。初CD化は書籍『Period』の付録。同書の解説によると、曲の原盤権がアルファではなく、ヨロシタミュージックが所有していた為に長くベスト盤等に収録されなかったとのこと。本作の解説によれば、「M-16」のMとはMUSICのMであり、同映画収録曲のうち、最後に作られた16曲目だったために名づけられたという。オリジナル・アルバム未収録。
17. ポケットが虹でいっぱい - Pocketful of Rainbows
アルバム『テクノドン』より。
シングルとしてもリリース。
アルバムバージョンで収録。
18. ビハインド・ザ・マスク - BEHIND THE MASK (Bonus Track:SEIKO QUARTZ 「品質のブランド」 CM Version)
セイコーのCM曲として坂本がすべて手弾きで作成した曲。
ヴォーカルがなく、テンポもアルバム『ソリッド・ステイト・サヴァイヴァー』収録よりもゆったりしている。オリジナル・アルバム未収録。